# 마나베 카오리

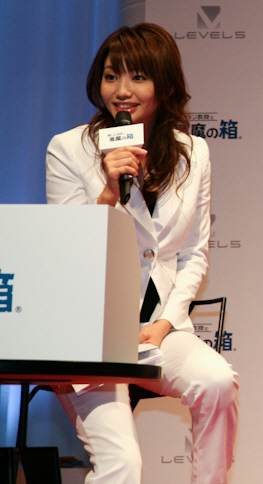
마나베 카오리

마나베 가오리(일본어: 眞鍋 かをり, 1980년 5월 31일 ~ )는 에히메현 사이죠 시 출신의 일본의 배우,탤런트,방송인이다. 그라비아 모델 출신이다. 일본에서 가장 조회수가 높은 블로그 운영자로 일명 "블로그의 여왕"으로 불리며, 논리적인 언변과 솔직담백한 성격으로 인기를 얻고 있다.

## 출연 작품
- 워터 보이즈